# Beretta 92
Беретта 92 (итал. Beretta 92, также Beretta 96 и Beretta 98) — семейство самозарядных пистолетов, разработанных в 1972 — 1975 годах Карло Береттой, Джузеппе Мазетти и Витторио Валле — опытнейшими мастерами огнестрельного оружия из итальянской компании Beretta. На вооружение принят в 1980 г.  Пистолет Beretta 92F калибра 9 мм по результатам конкурса заменил в 1985 году пистолет M1911 калибра .45 ACP в качестве стандартного пистолета армии США с обозначением M9. По условию контракта M9 производится в Италии (Pietro Beretta), а также в США (Beretta USA Corp., Аккокике, штат Мериленд). С 1985 по 1995 год США закупили для всех родов войск 1 020 257 пистолетов M9 по цене 178,50 долларов за штуку.
Beretta 92FS (отличается от Beretta 92F диском на головке оси курка и канавкой под него вдоль затвора) является одним из самых распространённых и узнаваемых в мире пистолетов. Он используется армиями, полицией и спецподразделениями многих стран, пользуется большой популярностью на гражданском рынке оружия. Ежегодный выпуск пистолетов серии 92 различных модификаций в Италии и лицензионный выпуск в других странах составляет более 100 000 единиц.

## История создания

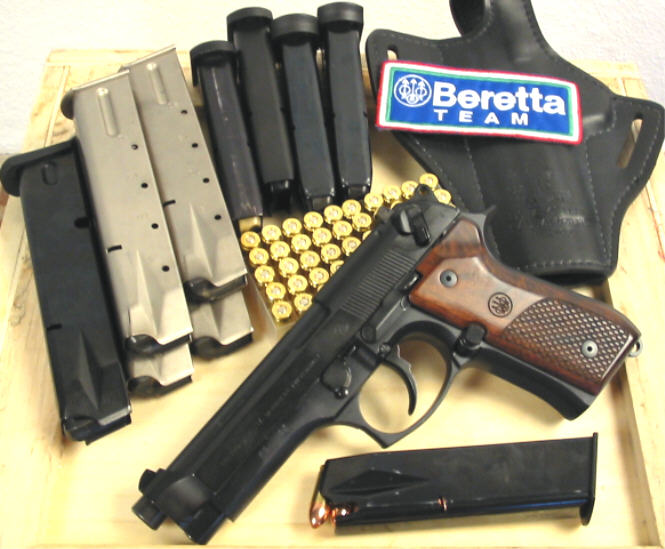
Пистолет Beretta M 92FS

Пистолет Beretta 92 эволюционировал из ранних моделей, в особенности из Beretta M1922, Beretta M1934 и Beretta M1951. От Beretta M1922 все пистолеты унаследовали дизайн с большим, почти во всю длину выступающего вперёд ствола, окном в затворе и изящным сужением в передней части затвора. Начиная с Beretta M1934 используется только открытый курок с круглым отверстием в спице. Если послевоенную конструкцию Beretta M1951 Тулио Маренгони под патрон 9×19 мм можно охарактеризовать как пистолет с запиранием ствола от Walther P38 и УСМ от Кольт M1911, то Beretta 92 получила новый УСМ и усовершенствованный механизм запирания ствола качающейся личинкой.
Beretta 92 с возвратной пружиной под стволом имеет некоторое внешнее сходство с Кольт M1911, к которому привыкли американцы, но весь механизм Beretta 92 другой. Например, возвратная пружина играет дополнительную роль в запирании ствола. К тому же, это пистолет, удовлетворяющий современным требованиям. Его рамка изготовлена из лёгкого сплава. Угол расположения рукояти и прицел, расположенный на затворе, не менялись с ранних моделей Beretta 92.
Пистолет Beretta 92 впервые демонстрировался в 1976 году.

## Конструкция
Автоматика Беретты 92 действует за счёт отдачи при коротком ходе ствола. Пистолет состоит из 65 деталей. Возвратная пружина расположена под стволом. Запирание ствола при его продольном откате осуществляется его сцеплением с затвором специальной качающейся на оси личинкой, помещённой снизу ствола между его приливами. Отпирание канала осуществляется отпирающим стержнем, который при движении ствола назад опускает личинку и расцепляет ее с затвором.
Перед выстрелом задняя часть личинки приподнята вверх выступом рамки. Личинка своими боковыми выступами входит в зацепление с вертикальными прорезями на внутренних боковых поверхностях кожуха-затвора (в Walther P38 личинка цепляется за прорези в горизонтальных поверхностях затвора). При выстреле затвор вместе со стволом смещается назад на несколько миллиметров. Продольный стержень в заднем приливе ствола натыкается на рамку. Качающаяся личинка уже не взаимодействует с выступом рамки, и, поворачиваясь под воздействием стержня, опускается своей задней частью. Ствол, после взаимодействия стержня с рамкой и личинкой, расцепляется с затвором и останавливается рамкой. Затвор, продолжая движение, выбрасывает гильзу, сжимает возвратную пружину и взводит курок, сжимая боевую пружину.
Под действием сжатой возвратной пружины затвор, двигаясь вперёд, досылает патрон в патронник и толкает ствол, задний прилив которого отходит от рамки. Стержень под воздействием личинки отходит назад и освобождает её. Личинка поднимается выступом рамки. Боковые выступы личинки попадают в вертикальные прорези на боковых поверхностях затвора. Личинка сцеплена с затвором. Оружие готово к следующему выстрелу.

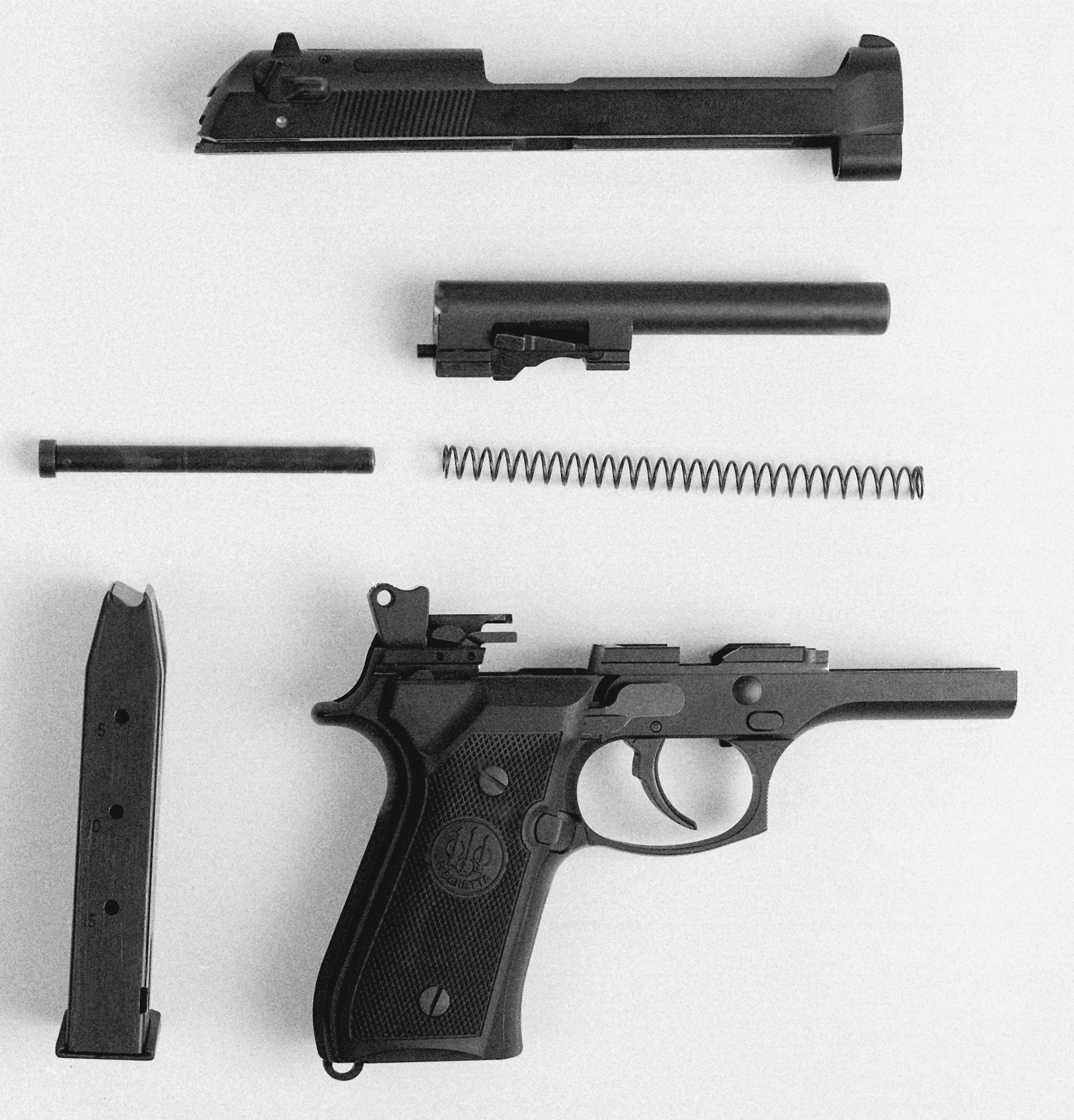
Ствол запирается качающейся личинкой, помещённой между приливами ствола

Ударно-спусковой механизм (УСМ) приобрёл законченный вид в Beretta 92SB. УСМ двойного действия с открытым расположением курка. Боевая пружина витая, находится в рукоятке. Ударник подпружинен, удерживается в отведённом от капсюля положении и закрыт перемычкой от удара курка до последней фазы движения спускового крючка. При такой схеме предохранительный взвод в виде зуба на курке, как у Colt M1911, не нужен. Перед спуском перемычка поднимается (её верх можно увидеть перед целиком чуть правее прицельной линии) и открывает ударник. Спусковая тяга находится справа на внешней стороне рамки, как в Walther P38. При незапертом положении затвора передаточный рычаг опускает спусковую тягу, разъединяя её с качающимся шепталом, и опускает перемычку.
Флажок предохранителя находится на затворе с левой и с правой стороны. Предохранитель включается опусканием флажка вниз, как у Walther P38; при этом происходит безопасный спуск курка и разъединяются спусковая тяга и шептало.
В отличие от Walther P38 или Walther PР спусковой крючок при безопасном спуске курка не остаётся в заднем положении. Если курок спущен, то спусковой крючок находится в переднем положении, если взведён - в заднем. При поднятом флажке предохранителя затвор не блокируется; курок может двигаться, но взвести его нельзя. При опущенном флажке предохранителя спустить курок можно и обычным способом, придерживая его и нажимая на спуск.
Если патрон находится в патроннике и оружие находится на предохранителе, то чтобы произвести выстрел самовзводом, нужно поднять флажок предохранителя и нажать на спусковой крючок. Усилие спуска при этом 3-5 кг. Для более точного прицеливания при первом выстреле нужно дополнительно взвести курок. Усилие спуска при этом 1,5-2,5 кг.
Перезарядить оружие передёргиванием затвора можно как при снятом, так и при установленном предохранителе. При установленном предохранителе курок останется невзведённым.                                                                                                                                                                                                                                                Независимо от положения предохранителя спустить курок или произвести выстрел из пистолета, ствол которого дульным срезом упёрт в препятствие, невозможно.
Магазин двухрядный, с переходом в один ряд. Кнопка защёлки магазина находится слева, у основания спусковой скобы, может переставляться на правую сторону.
Выбрасыватель закреплён продольно на правой стороне затвора и дополнительно служит указателем наличия патрона в патроннике. Стреляные гильзы, ударяясь об отражатель, выбрасываются вправо.
По израсходовании магазина затвор встаёт на задержку в заднем положении. Снять затвор с задержки можно опусканием рычага с левой стороны рамки или слегка оттянув затвор назад, если в рукоятке нет пустого магазина. Если перед снятием затвора с задержки вставить снаряжённый магазин и любым из двух способов снять затвор с задержки, то под действием возвратной пружины затвор дошлёт патрон в патронник и оружие будет готово к выстрелу со взведённым курком.
Размер спусковой скобы позволяет стрелять в перчатках. Передняя часть скобы имеет насечку, приспособлена для удержания пистолета двумя руками.
Пистолет имеет небольшую отдачу для пистолета калибра 9 мм и хорошую кучность стрельбы. При стрельбе на 25 м с упора все 15 попаданий укладываются в круг с радиусом 30 мм. При стрельбе на 50 м, 10 серий по 10 выстрелов, попадания каждой серии укладываются в круг с радиусом 70 мм. Для сравнения, последний показатель для пистолета ТТ равен 150 мм, для пистолета ПМ — 160 мм.
Ресурс армейского пистолета M9 составляет более 30 тыс. выстрелов.

## Модификации
Beretta 92 выпускается в большом количестве модификаций, отличающихся размерами, конструкцией ударно-спускового механизма и предохранителя, а также различными видами материалов и обработкой поверхностей. Пистолет обладает высокими служебно-эксплуатационными качествами.
Основными являются 4 модификации, отличающиеся УСМ : FS, G, D и DS. Та или иная модификация распространяется на каждую из следующих трёх серий, которые различаются калибром:
- 92 серия под патрон 9×19 мм Парабеллум;
- 96 серия под патрон .40 S&W (10×22 мм), впервые представлена в 1993 году;
- 98 серия под патрон 9×21 мм IMI, появилась в 1991 году для тех европейских стран, где для гражданского оборота запрещены "армейские" калибры, в том числе и 9х19 мм.

Серия вместе с модификацией представляют название модели. Для укороченных моделей, моделей с особой отделкой добавляют в название "compact", "Elite" и т. д.

### Beretta 92
Предохранитель, аналогично пистолету Кольт M1911 — явно в расчёте на американский рынок, находился на рамке, при включении запирал затвор, курок и шептало как при взведённом, так и при спущенном курке.
Всего было произведено около 5000 экземпляров серии 92 первоначальной модификации (1975 — 1976 годы).

### Beretta 92S
Чтобы пистолет соответствовал требованиям итальянской полиции, Beretta в 1977 году модифицировала 92 серию, переместив предохранитель с рамки на затвор. При включении предохранителя происходит безопасный спуск курка с боевого взвода, блокируется ударник, спусковая тяга разобщается с шепталом. Тем не менее, при включённом предохранителе, можно открыть затвор, при этом курок не будет взведён, а вернётся в спущенное положение вслед за затвором. Компания Beretta до сих пор комплектует современные пистолеты 92-серии магазинами подходящими к пистолету 92S.

### Beretta 92SB
ВВС США. После прохождения серии тестов в 1979 — 1980 годах пистолет получил обозначение Beretta 92SB. Предохранитель теперь стал разъединять шептало и спусковую тягу. Курок при включённом предохранителе может двигаться, но отделён от ударника перемычкой. При выключенном предохранителе ударник перекрыт перемычкой до последней фазы движения спускового крючка.
Кнопка выброса магазина перенесена с нижней части на середину рукоятки у основания спусковой скобы и может устанавливаться как слева, так и справа. Флажки предохранителя расположены на обеих сторонах кожуха-затвора, что позволяет управлять ими, держа пистолет как в правой, так и в левой руке.
- Модель Beretta 92SB Compact (1981—1991) имела укороченный ствол (103 мм) и затвор. Общая длина 197 мм. Магазин вмещал 13 патронов. Позже была заменена моделью «Beretta 92 Compact L».

### Beretta 92F

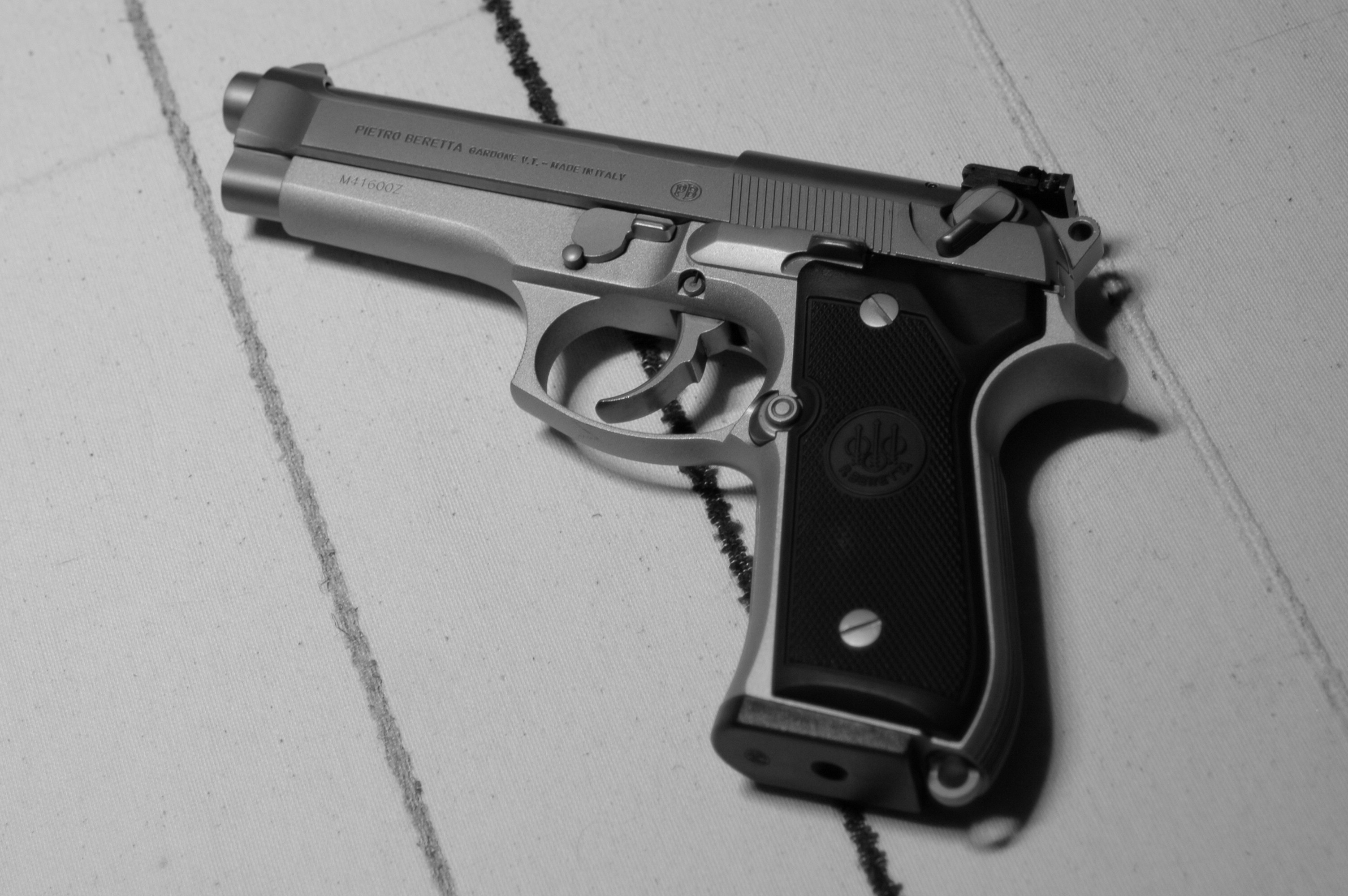
Beretta 92FS с серебристым покрытием

Модель 92F выпущена в 1983 году, является модификацией модели 92SB. Компания Beretta внесла следующие изменения:
- Переделаны все комплектующие с целью обеспечить взаимозаменяемость между различными моделями для упрощения массового производства для правительственных организаций.
- Изменена спусковая скоба для удерживания пистолета двумя руками.
- Изменён передний угол рукоятки.
- Для увеличения срока службы ствол хромируется.
- На боковую поверхность наносится покрытие Bruniton для надёжной защиты от коррозии.

### Beretta 92FS
Состоит на вооружении армии США с 1989 года. Отличается от модели 92F небольшим диском на головке оси курка и канавкой вдоль нижней левой кромки затвора. Диск служит дополнительным направляющим выступом при движении затвора и препятствует сходу задней части затвора с направляющих при разрушении затвора.
Поломка затвора случалась на ранних пистолетах модели 92F после 4000 выстрелов, не дотягивая при стрельбе усиленными патронами (9х19-мм +Р+ или 9х19-мм НАТО) до гарантийных 5000 выстрелов. В 1987 году, после приостановки контракта с США, прочность металла для изготовления затвора была повышена и разрушение затвора выявлено не было, но дополнения были внесены и появилась модель 92FS.

### Beretta 92DS
Модель 1990 года, аналогична модели 92FS за исключением того, что УСМ этого пистолета только самовзводный (только двойного действия). Спица курка отсутствует. Курок взводится только во время нажатия на спусковой крючок, поэтому функция безопасного спуска курка у предохранителя отсутствует.

### Beretta 92D
Модель 1990 года, аналогична модели 92DS, но не имеет флажкового предохранителя. Безопасное обращение с оружием обеспечивается блокировкой ударника до последней фазы движения спускового крючка и повышенным усилием спуска.

### Beretta 90-Two
Модификация 2006 года. Улучшенная эргономика и более современный дизайн. У пистолета имеется заглушка для планки для навесного оборудования под стволом, для более удобной стрельбы. Для быстрого извлечения из кобуры сглажены острые углы.

### Достоинства
- Приличная дульная энергия (500 Дж) и, соответственно, хорошее останавливающее и пробивное действие пули.
- Удобная «пузатая» рукоятка и мягкий спуск.
- Добротная, прочная и долговечная конструкция.
- Длинная прицельная линия, узкая и высокая мушка и хорошая балансировка обеспечивают высокую точность и кучность стрельбы (10 серий по 10 выстрелов на дистанции 50 м должны дать попадания в круге радиусом 70 мм).
- Ёмкий магазин на 15 (в модификациях также 17 и 20) патронов.
- Большая спусковая скоба и наличие флажков предохранителя с двух сторон позволяют стрелять не только правой, но и левой рукой, удерживая пистолет двумя руками, а также в перчатках. Как результат, «Беретта» исключительно удобна при стрельбе как с правой, так и левой рук.
- Кнопка фиксатора магазина может ставиться как на правую, так и на левую сторону, что делает оружие удобным для левши.
- Надёжный предохранитель.
- Почти не цепляется за одежду при извлечении.

### Недостатки
- Большие размеры и массивность оружия.
- «Пузатая» рукоятка неудобна для хвата человеку с небольшой ладонью и короткими пальцами.
- Открытая спусковая тяга, сильное загрязнение может привести к заеданию спуска.

У модели Beretta 93R, стреляющей фиксированными очередями, в дополнение к этим недостаткам добавилось несколько новых:
- Очень высокий для такого оружия темп стрельбы (1100 выс/мин) отрицательно сказывается на кучности стрельбы и долговечности ствола.
- При применении плечевого упора открытый прицел становится неэффективным из-за явления аккомодации.
- При перезарядке можно обжечься об открытый ствол.

## Производство в других странах

### Taurus

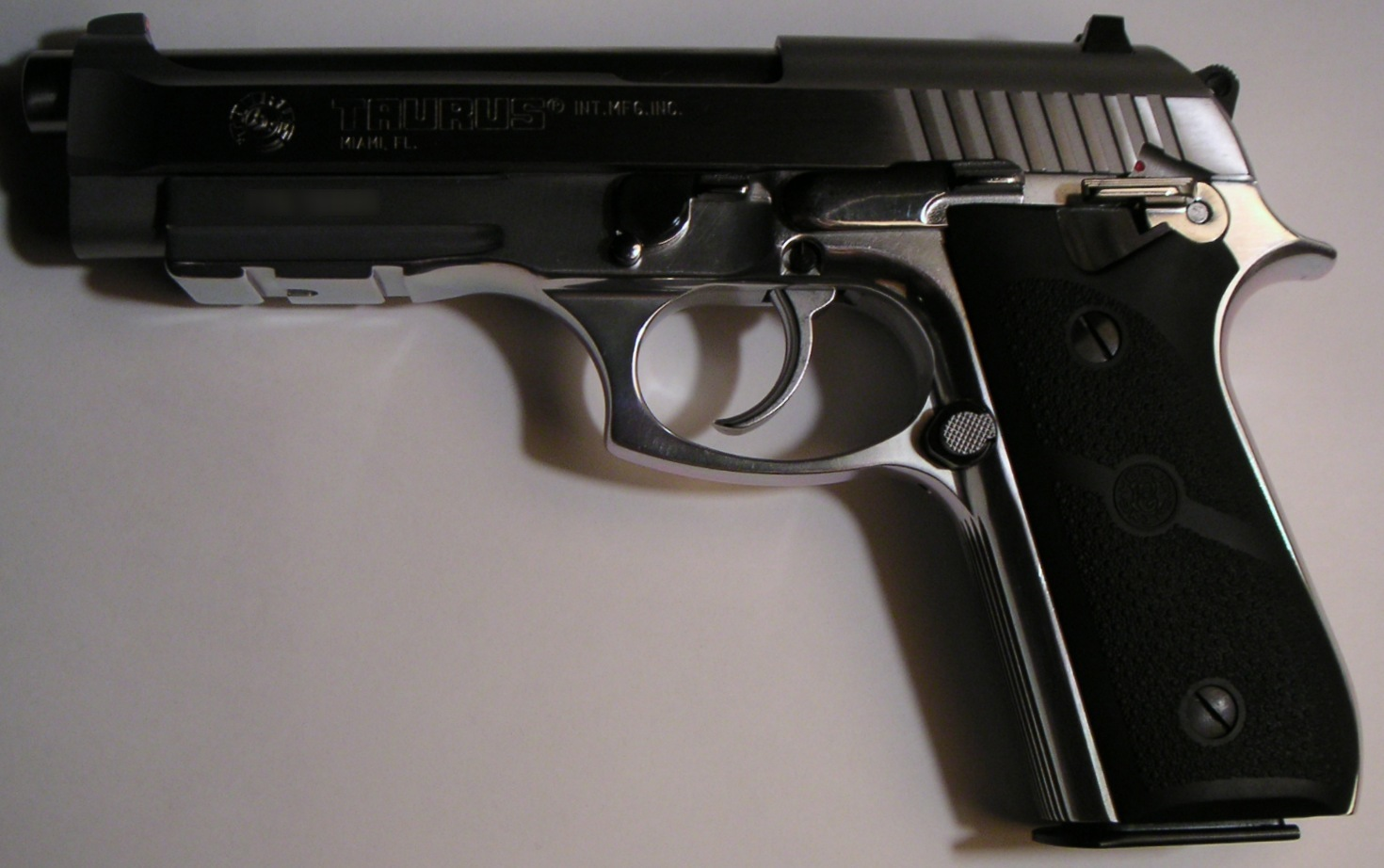
Taurus PT92

Первым большим контрактом для производства Beretta 92 в Южной Америке был контракт с Бразилией для вооружения армии в начале 1970-х годов. Для выпуска пистолетов Beretta построила фабрику в Бразилии. Позже она была продана бразильской оружейной компании Taurus.
Taurus продолжила выпуск пистолетов по лицензии Beretta, в основе которых первоначальный Beretta 92 с предохранителем на рамке, под названием Taurus PT92, ствол которых до сих пор можно заменить стволом Beretta 92. После начала производства конструкция пистолета всё же претерпела как внешние, так и внутренние изменения.
Пистолеты серии Taurus PT92 имеют несколько модификаций:
- PT 92C — компактная модель, с укороченными стволом, затвором и рукояткой с возможностью использовать как укороченные, так и стандартные магазины;
- PT 99 — вариант модели PT92 с регулируемым целиком;
- PT 100 — вариант модели PT92 под патрон .40SW (10×22 мм);
- PT 101 — вариант модели PT92 под патрон .40SW (10×22 мм) с регулируемым целиком.

### PAMAS G1

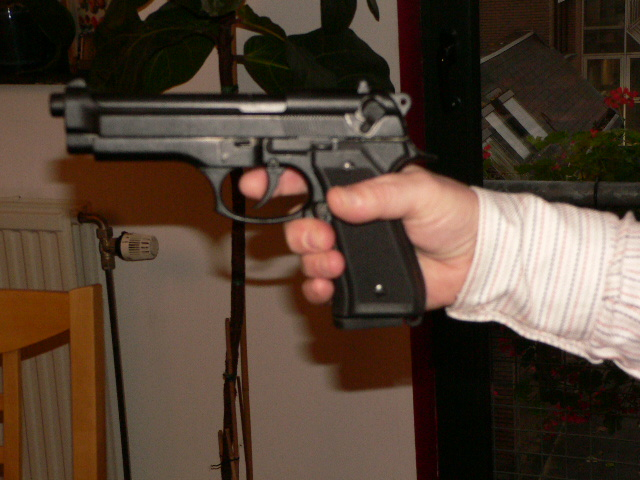
PAMAS G1

В 1988 году во Франции было принято решение восполнить нехватку современных пистолетов. Однако в самой Франции не осталось ни одного производителя, к которому можно было обратиться. Тогда по заказу был создан пистолет Beretta 92G - вариант "Gendarmerie" и принят на вооружение Gendarmerie Nationale de France в 1989 году. Производится во Франции по лицензии на заводах GIAT Industries под обозначением PAMAS G1. От модели 92FS отличается тем, что флажок предохранителя при повороте вниз выполняет только функцию безопасного спуска курка и сразу возвращается в положение "огонь". УСМ при этом не блокируется и пистолет готов к выстрелу самовзводом. Beretta 92G в 1990 году был принят на вооружение ВМФ, а в 1991 — и армии.

## Модели и модификации
Модели Beretta 92 и Beretta 96 и 98 в различных модификациях:

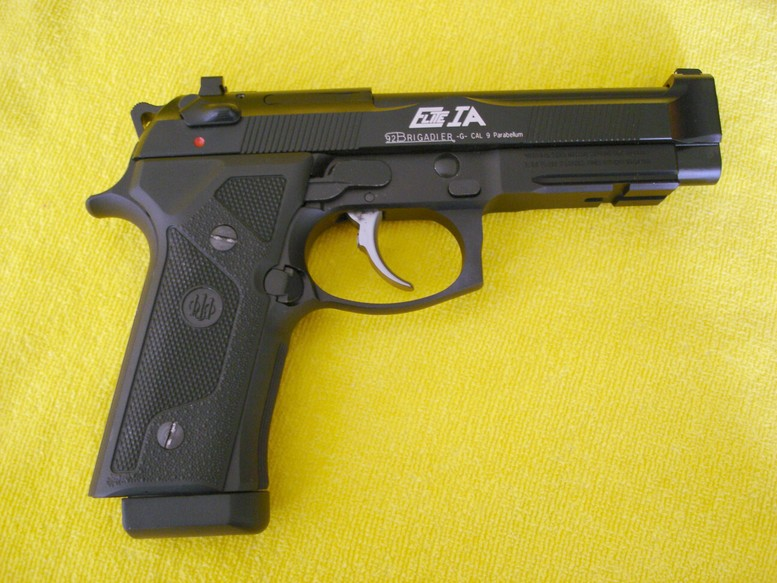
92G Elite IA

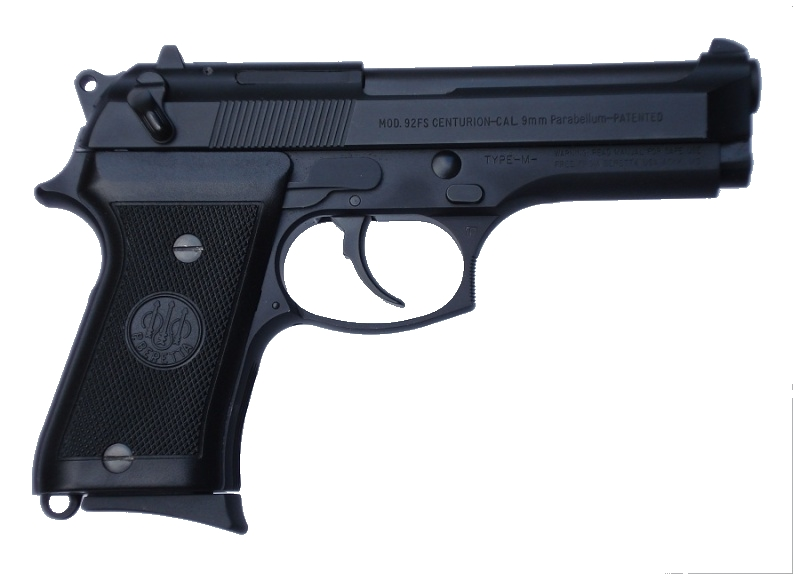
92FS Compact Type M

| Обозначение                 | Калибр           | Длина (мм) | Длина ствола (мм) | Вместимость (патронов шт.) | Масса (г) |
| Beretta 92S                 | 9 mm Para        | 217        | 125               | 15                         | 970       |
| Beretta 92S-1               | 9 mm Para        | 217        | 125               | 15                         | 970       |
| Beretta 92SB                | 9 mm Para        | 217        | 125               | 15                         | 970       |
| Beretta 92SB-F              | 9 mm Para        | 217        | 125               | 10, 15, 17                 | 955       |
| Beretta 92F                 | 9 mm Para        | 217        | 125               | 10, 15, 17                 | 955       |
| Beretta 92FS                | 9 mm Para        | 217        | 125               | 10, 15, 17                 | 945       |
| Beretta 92G                 | 9 mm Para        | 217        | 125               | 10, 15, 17                 | 945       |
| Beretta 92FS Vertec         | 9 mm Para        | 211        | 119               | 10, 15, 17                 | 915       |
| Beretta 92D Vertec          | 9 mm Para        | 211        | 119               | 10, 15, 17                 | 890       |
| Beretta 92G Vertec          | 9 mm Para        | 211        | 119               | 10, 15, 17                 | 900       |
| Beretta 92D                 | 9 mm Para        | 217        | 125               | 10, 15, 17                 | 920       |
| Beretta 92DS                | 9 mm Para        | 217        | 125               | 10, 15, 17                 | 930       |
| Beretta 92G Elite I         | 9 mm Para        | 211        | 119               | 10, 15, 17                 | 970       |
| Beretta 92G Elite IA        | 9 mm Para        | 211        | 119               | 10, 15, 17                 | 975       |
| Beretta 92G Elite II        | 9 mm Para        | 211        | 119               | 10, 15, 17                 | 980       |
| Beretta 92 Stock            | 9 mm Para        | 217        | 125               | 10, 15, 17                 | 1015      |
| Beretta 92CB                | 9 mm Para        | 217        | 125               | 10, 15, 17                 | 965       |
| Beretta 92 Combat           | 9 mm Para        | 217—242    | 125—150           | 10, 15, 17                 | 1080—1135 |
| Beretta 92 Billennium       | 9 mm Para        | 217        | 125               | 10, 15, 17                 | 1250      |
| Beretta 92FS Brigadier      | 9 mm Para        | 217        | 125               | 10, 15, 17                 | 1000      |
| Beretta 92D Brigadier       | 9 mm Para        | 217        | 125               | 10, 15, 17                 | 975       |
| Beretta 92G Special Duty    | 9 mm Para        | 217        | 125               | 10, 15, 17                 | 1010      |
| Beretta 92FS Compact L      | 9 mm Para        | 197        | 103               | 10, 13                     | 910       |
| Beretta 92D Compact L       | 9 mm Para        | 197        | 103               | 10, 13                     | 885       |
| Beretta 92FS Compact Type M | 9 mm Para        | 197        | 103               | 8                          | 895       |
| Beretta 92SB Compact        | 9 mm Para        | 197        | 103               | 10, 13                     | 900       |
| Beretta 92FS Centurion      | 9 mm Para        | 197        | 103               | 10, 15, 17                 | 920       |
| Beretta 92G Centurion       | 9 mm Para        | 197        | 103               | 10, 15, 17                 | 920       |
| Beretta 98SB                | 7.65×21 mm Luger | 217        | 125               | 15                         | 980       |
| Beretta 98FS                | 9×21 mm IMI      | 217        | 125               | 10, 15, 17                 | 945       |
| Beretta 98G Elite II        | 9×21 mm IMI      | 211        | 119               | 10, 15, 17                 | 980       |
| Beretta 98FS Brigadier      | 9×21 mm IMI      | 217        | 125               | 10, 15, 17                 | 1000      |
| Beretta 98 Billennium       | 9×21 mm IMI      | 217        | 125               | 10, 15, 17                 | 1250      |
| Beretta 96                  | .40 S&W          | 217        | 125               | 10, 11                     | 940       |
| Beretta 96D                 | .40 S&W          | 217        | 125               | 10, 11                     | 915       |
| Beretta 96DS                | .40 S&W          | 217        | 125               | 10, 11                     | 925       |
| Beretta 96 Vertec           | .40 S&W          | 211        | 119               | 10, 11                     | 910       |
| Beretta 96D Vertec          | .40 S&W          | 211        | 119               | 10, 11                     | 885       |
| Beretta 96G Vertec          | .40 S&W          | 211        | 119               | 10, 11                     | 895       |
| Beretta 96G Elite I         | .40 S&W          | 211        | 119               | 10, 11                     | 965       |
| Beretta 96G Elite IA        | .40 S&W          | 211        | 119               | 10, 11                     | 970       |
| Beretta 96G Elite II        | .40 S&W          | 211        | 119               | 10, 11                     | 975       |
| Beretta 96 Brigadier        | .40 S&W          | 217        | 125               | 10, 11                     | 995       |
| Beretta 96D Brigadier       | .40 S&W          | 217        | 125               | 10, 11                     | 970       |
| Beretta 96G Special Duty    | .40 S&W          | 217        | 125               | 10, 11                     | 1005      |

## Дальнейшее развитие
При внесении некоторых изменений в конструкцию шептала может появиться возможность вести огонь очередями: это реализовано в последующей модели серии Beretta 93R. На экспорт в некоторые страны Европы и Южной Америки производится вариант под патроны 9*21 IMI под обозначением Beretta 98-пистолеты этого типа состоят на вооружении балканских государств, Украины, Чехии и Израиля.
На Украине Беретта-98 производится по лицензии с 2011 года.